# Morganza
|  | Dieser Artikel wurde aufgrund von inhaltlichen Mängeln auf der Qualitätssicherungsseite des Projektes USA eingetragen. Hilf mit, die Qualität dieses Artikels auf ein akzeptables Niveau zu bringen, und beteilige dich an der Diskussion! Eine nähere Beschreibung der zu behebenden Mängel fehlt. |

Morganza ist ein Village im Pointe Coupee Parish des US-Bundesstaates Louisiana. Das U.S. Census Bureau hat bei der Volkszählung 2020 eine Einwohnerzahl von 525 ermittelt.
Morganza liegt am Westufer des Mississippi. Der Name der Stadt stammt von einer nicht weit entfernten ehemaligen Plantage ab. Die Mehrzahl der Bevölkerung sind Weiße.
Flussaufwärts befindet sich der Morganza Spillway, ein Bauwerk zu Hochwasserentlastung für den Unterlauf des Mississippi.
John B. Fournet, seinerzeit Mitglied und Sprecher im Louisiana House of Representatives, war Rektor der dortigen High School. 